# Isay Weinfeld
Isay Weinfeld (São Paulo, 1952) é um arquiteto brasileiro.
Formado pela Universidade Presbiteriana Mackenzie, Isay atua também como cenógrafo, designer de mobiliario e cineasta.
Dentre seus trabalhos mais conhecidos estão os hotéis para o Grupo Fasano em São Paulo* e Porto Feliz (Brasil), e Punta del Este (Uruguai), além do Square Nine Hotel (Sérvia) e o Edifício La Petite Afrique (Monaco).
Durante alguns anos, lecionou "Teoria da Arquitetura" na Faculdade de Arquitetura e Urbanismo da Universidade Presbiteriana Mackenzie, tendo também sido docente na FAAP.
*Hotel Fasano em São Paulo foi projetado em co-autoria com o arquiteto Marcio Kogan.

## Prêmios e indicações

### Arquitetura
Foi premiado pelo Instituto dos Arquitetos do Brasil em 2000 com o “Prêmio Rino Levi” conferido pela Seção São Paulo do Instituto Arquitetos do Brasil por sua obra na residência Inglaterra.